# 毛里西奥·佩莱格里诺
毛里西奥·安德雷斯·佩莱格里诺（西班牙語：Mauricio Andrés Pellegrino，1971年10月5日—）是阿根廷前足球運動員，司職中堅。

## 外部連結
- Argentine League statistics （西班牙文）
- BDFutbol profile （页面存档备份，存于） （英文）
- Liverpool coach profile （英文）
- Liverpool historic profile （页面存档备份，存于） （英文）
- 毛里西奥·佩莱格里诺在National-Football-Teams.com的資料 （英文）
- Weltfussball profile （页面存档备份，存于） （德文）